# Lechstufe 13
Lechstufe 13 ist ein Ortsteil der Gemeinde Fuchstal im oberbayerischen Landkreis Landsberg am Lech.

## Geografie
Der Weiler liegt etwa zwei Kilometer östlich von Seestall südlich von Dornstetten am Westufer des Lech unmittelbar an der namensgebenden Lechstaustufe 13.

## Lechstaustufe 13
Die Lechstaustufe 13 befindet sich am Flusskilometer 94,0 und nahm 1943 den Betrieb auf. Das Laufwasserkraftwerk nach Bauart Arno Fischer hat eine Leistung von 8,2 MW und wird von Uniper betrieben.

## Geschichte
Lechstufe 13 entstand erst ab 1940 im Zuge des Lechausbaus durch die BAWAG. Der Weiler gehörte zur Gemeinde Seestall, die am 1. Juli 1972 nach Fuchstal eingemeindet wurde.